# Station Zwartberg
Station Zwartberg is een voormalig spoorwegstation langs de Belgische spoorlijn 21B (Boksbergheide - As - Eisden) in Zwartberg, een wijk van de stad Genk ontstaan bij de steenkoolmijn van Zwartberg.

## Aantal instappende reizigers
De grafiek en tabel geven het gemiddeld aantal instappende reizigers weer op een week-, zater- en zondag.
| Tabel: aantal instappende reizigers station Zwartberg | Tabel: aantal instappende reizigers station Zwartberg | Tabel: aantal instappende reizigers station Zwartberg | Tabel: aantal instappende reizigers station Zwartberg |
|                                                       | Weekdag                                               | Zaterdag                                              | Zondag                                                |
| ----------------------------------------------------- | ----------------------------------------------------- | ----------------------------------------------------- | ----------------------------------------------------- |
| 1977                                                  | 23                                                    | 4                                                     | 4                                                     |
| 1978                                                  | 37                                                    | 4                                                     | 11                                                    |
| 1979                                                  | 31                                                    | 2                                                     | 3                                                     |
| 1980                                                  | 30                                                    | 0                                                     | 2                                                     |
| 1981                                                  | 37                                                    | 1                                                     | 2                                                     |
| 1982                                                  | 14                                                    | 0                                                     | 0                                                     |

0,0: Hasselt ·
1,7: Kuringen ·
4,9: Kiewit ·
9,5: Bokrijk ·
12,2: Boxbergheide ·
(15,7: Genk) ·
14,8: Winterslag ·
19,3: Zwartberg ·
21,8: Waterschei ·
22,8: As ·
28,3: Opoeteren-Dilsen ·
31,7: Rotem ·
34,3: Elen ·
39,2: Maaseik